# Pretty Girls
"Pretty Girls"는 브리트니 스피어스와 이기 아젤리아의 노래이다.